# روث روبرتس
روث روبرتس (بالإنجليزية: Ruth Roberts)‏ هي كاتبة غنائية أمريكية، ولدت في 31 أغسطس 1926، وتوفيت في 30 يونيو 2011.

## روابط خارجية
- روث روبرتس على موقع IMDb (الإنجليزية)
- روث روبرتس على موقع ديسكوغز (الإنجليزية)